# Apamea exulis
Apamea exulis là một loài bướm đêm trong họ Noctuidae.